# Osvaldo Paladini
Osvaldo Paladini (San Marco Argentano, 26 dicembre 1866 – Roma, 25 marzo 1938) è stato un ammiraglio italiano, che prestò servizio con la Regia Marina dal 1882 al 1930. Prese parte alla guerra italo-turca, dove fu comandante della Divisione navale del Mar Rosso, alzando la sua insegna sull'incrociatore protetto Piemonte, e vincitore della battaglia navale del 7 gennaio 1912 a Kunfida. Per questo fatto fu insignito della Croce di Cavaliere dell'Ordine militare di Savoia. Promosso contrammiraglio durante la prima guerra mondiale, comandò dapprima della Divisione da battaglia, e nel 1918 della 3ª Squadra Navale, svolgendo anche funzioni di Comandante della Difesa alla M.M. e Direttore Generale del Regio Arsenale di Taranto. Per il vittorioso attacco ad una base navale austriaca di Durazzo, conseguita il 2 ottobre 1918, fu insignito del titolo di Commendatore dell'Ordine Militare di Savoia e, dell'onorificenza di Grande Ufficiale dell'Ordine della Corona d'Italia.

## Biografia

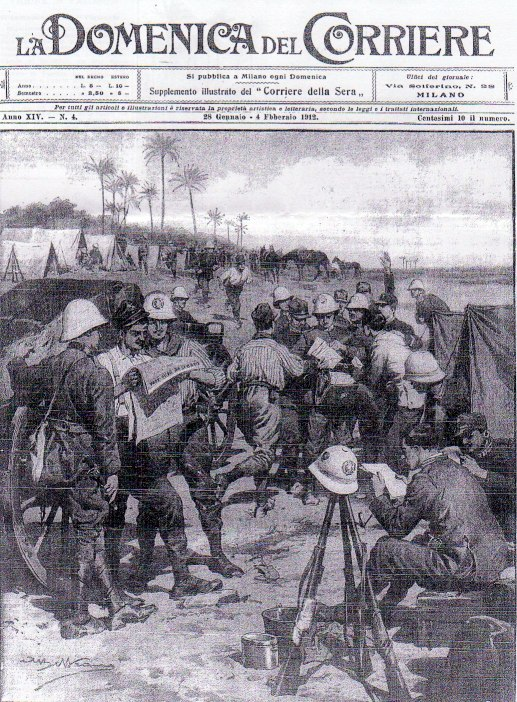
Copertina de La Domenica del Corriere che riportò la notizia della vittoriosa impresa di Kunfida

Nacque a San Marco Argentano, comune dell'entroterra cosentino,dove il padre svolgeva la professione di agrimensore, il 26 dicembre 1866. Nel 1882 si arruolò nella Regia Marina,iniziando a frequentare la Regia Accademia Navale di Livorno dalla quale uscì con il grado di guardiamarina. Si imbarcò in successione sulle navi da battaglia Italia, Sardegna e sulla pirofregata corazzata San Martino, e tra il 1899 e il 1900 su alcune torpediniere.
Come tenente di vascello si distinse per l'ideazione di un congegno di accensione a percussione per cannoni di medio calibro, venendo dichiarato idoneo al servizio di artiglieria navale. Nel 1904 fu promosso capitano di corvetta, assunse il comando del cacciatorpediniere Aquilone, e fu insignito dell'onorificenza di Cavaliere della Corona d'Italia. Vicecomandante della nave da battaglia Vittorio Emanuele II, nel  1908 ricevette la Medaglia di bronzo al valor civile per il soccorso portato alle popolazioni di Reggio Calabria e Messina colpite dal terremoto.
Promosso capitano di fregata nel 1909, nell'aprile 1911, alla vigilia della guerra italo-turca, assunse il comando dell'incrociatore protetto Piemonte, svolgendo incarichi esplorativi nel Mar Rosso tra Aden e Gibuti, ed inviando una relazione al Ministero della Marina sulle condizioni socio-economiche di quelle zone e sugli incontri con le autorità locali, prospettando al Ministero iniziative idonee per futuri insediamenti commerciali. Nello stesso anno il Bollettino della Reale Società Geografica pubblicò il resoconto di un viaggio a Nairobi e nel Congo francese.

### La guerra italo-turca
Alcuni mesi dopo l'inizio della guerra con la Turchia, si rese protagonista di una impresa che gli procurò una diffusa notorietà grazie anche ad un'illustrazione di Achille Beltrame sulla Domenica del Corriere. Ecco il testo del telegramma che da Asmara alle 17 e 15 annunciò l'esito vittorioso della battaglia navale del 7 gennaio 1912 a Kunfida: «Incrociatore Piemonte, cacciatorpediniere Garibaldino e Artigliere incontrarono sette cannoniere turche ed uno yacht armato. Malgrado valide artiglierie turche nostre navi annientarono cannoniere, catturarono yacht e presero parte dei cannoni nemici,  bandiere e trofei di guerra».

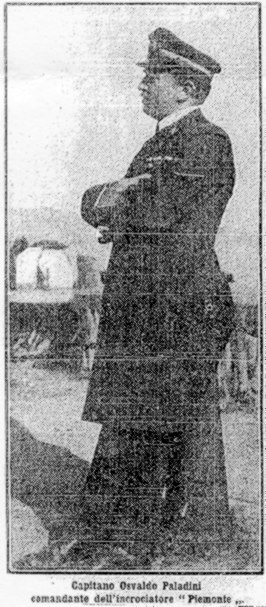
La foto del cap. Paladini sulla Domenica del Corriere

L'azione gli valse le onorificenze di Ufficiale della Corona d'Italia e di Cavaliere dell'Ordine militare di Savoia perché "diresse e coordinò la ricerca di cannoniere nemiche in località irte di difficoltà idrografiche, predispose e condusse l'azione con prontezza e perfetti criteri militari".
Comandante della Difesa marittima di Messina, fu promosso capitano di vascello nel 1913, ed assunse il comando della nave da battaglia Roma.

### La prima guerra mondiale
Negli anni della prima guerra mondiale fu promosso contrammiraglio nel 1917, alzando la sua insegna sulla Roma, e poi assunse il comandò dapprima della Divisione da battaglia, e nel 1918 della 3ª Squadra Navale, svolgendo anche funzioni di Comandante della Difesa alla M.M. e Direttore Generale del Regio Arsenale di Taranto.
Nuovamente si rese protagonista di un'impresa bellica. Il 2 ottobre 1918 diresse l'attacco ad una base navale austriaca a Durazzo guadagnandosi il titolo di Commendatore dell'Ordine Militare di Savoia e, per la partecipazione agli eventi bellici, l'onorificenza di Grande Ufficiale della Corona d'Italia.

### Gli anni successivi
Dopo la fine dalla guerra svolse il ruolo di Comandante superiore delle forze navali in Albania (1919), e quindi ricoprì l'incarico di Comandante militare marittimo di Ancona (1920).
Nel 1920 fu collocato nella riserva navale, e nel 1923 fu nominato viceammiraglio di squadra e nel 1926 raggiunse il grado di ammiraglio di squadra. Collocato a riposo il 26 dicembre 1930, si spense il 25 marzo 1938 a Roma e la salma fu sepolta nel cimitero del Verano.

## Onorificenze
Autorizzato a fregiarsi di:

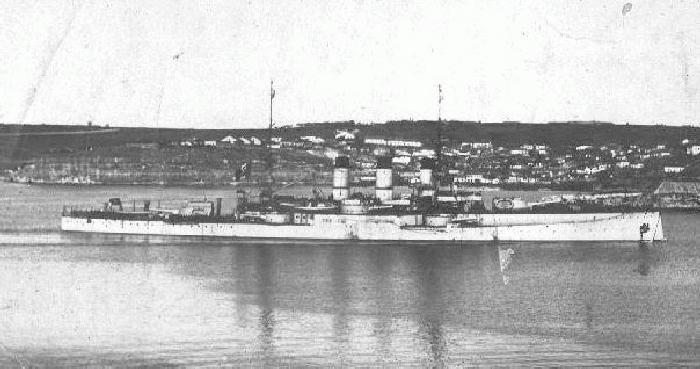
La nave da battaglia Roma a Costantinopoli nel novembre 1918.

- Medaglia d'argento di 2ª classe per ideazione congegno accensione

### Fonti
1. 1 2 3 4 5 6 7 8 9 10 11 12 13 14 15 16  Alberini, Prosperini 2015, p. 395.
2. 1 2   Osvaldo Paladini, su quirinale.it. URL consultato il 18 maggio 2019.